# Васьков, Михаил Юрьевич
Михаи́л Ю́рьевич Васько́в (род. 3 января 1956, Москва) — советский и российский актёр театра и кино. Заслуженный артист Российской Федерации (1994).

## Биография
Родился 3 января 1956 года в Москве.
В 1977 году окончил Театральное училище им. Б. Щукина и был принят в труппу Театра имени Е. Вахтангова.
Заслуженная артистка России В. Фёдорова: «Васьков один из тех, о которых с полным правом можно сказать: актёр вахтанговской школы. Стихия игры, представления, трюков, розыгрышей просто необходима ему, он купается в ней, его дарование раскрывается всеми гранями, потому что актёр владеет той абсолютной свободой, которая и становится заразительна на сцене».

## Творчество

### Роли в театре
1. «Дело» — Живец
2. «Зойкина квартира» — Аллилуя
3. «Два часа в Париже» — Жюль
4. «Государь ты наш, батюшка» — Шут
5. «Женитьба Бальзаминова» — Бальзаминов
6. «Варавары» — Притыкин
7. «Проделки Скапена» — Скапен
8. «Воскрешение, или Чудо святого Антония» — Слуга
9. «Король-олень» — Бригелла
10. «За двумя зайцами…» — Свирид Петрович Голохвостый
11. «Принцесса Турандот» — Тарталья, великий канцлер
12. «Фредерик, или Бульвар преступлений» — Гарель, директор театра
13. 2000 — «Дядюшкин сон» Ф. М. Достоевского. Режиссёр: Владимир Иванов — Афанасий Матвеевич
14. 2004 — «Мадемуазель Нитуш» композитор Флоримона Эрве, либретто Анри Мельяк и Альбер Мийо. Режиссёр: Владимир Иванов — Помреж
15. 2010 — «Маскарад» М. Ю. Лермонтова. Режиссёр: Римас Туминас — Шприх Адам Петрович
16. 2011 — «Пристань» по мотивам произведений Б. Брехта, И. Бунина, Ф. М. Достоевского, Ф. Дюрренматта, А. Миллера, А. Пушкина, Э. Де Филиппо. Режиссёры: Анатолий Дзиваев, Владимир Ерёмин, Владимир Иванов, Алексей Кузнецов — Коби и Лоби, слепцы («Визит дамы»)
17. 2019 — «Суббота, воскресенье, понедельник» — Луиджи Янньелло, комедия Эдуардо Де Филиппо в 3 действиях, постановка Лука де Фуско.

### Фильмография
1. 1974 — Северный вариант — Боря, молодой нефтяник
2. 1975 — Афоня — милиционер на аэродроме
3. 1975 — Горожане — Юра
4. 1975 — От зари до зари — парень в ресторане
5. 1976 — Первый рейс — Колька Лошкарёв, практикант
6. 1977 — Враги — Рябцов, молодой рабочий (нет в титрах)
7. 1977 — Мама, я жив — Коля
8. 1977 — Мимино — милиционер (эпизод вырезан из фильма, но в титрах указан)
9. 1978 — Вас ожидает гражданка Никанорова — Слава, шофёр председателя колхоза
10. 1978 — Ошибки юности — Бурков
11. 1980 — Антоний и Клеопатра
12. 1980 — Ты должен жить — Юра, молодой лётчик
13. 1982 — Без видимых причин — Родченко, казак отряда Мещерякова (нет в титрах)
14. 1983 — Таёжный моряк — Гена Морозов, механик-газовик
15. 1985 — Искренне Ваш… — старшина милиции
16. 1987 — Джек Восьмёркин — «американец» — Пётр Скороходов
17. 1988 — Клад — Белянчиков, лейтенант милиции, следователь
18. 1989 — Утоли моя печали — муж Зои
19. 1991 — Чужая сторона — Вячеслав Иванович/работник исполкома/милиционер
20. 1992 — Рэкет — Коля, шофёр «Москвича»
21. 1992 — Тихий Дон — Михаил Кошевой
22. 2003 — За двумя зайцами
23. 2003 — Участок — Кублаков
24. 2003 — 2004 — Улица Сезам — Дядя Коля
25. 2004 — Водитель для Веры — эпизодическая роль
26. 2004 — Неслужебное задание — Сергеич
27. 2004 — Дальнобойщики-2 (5-я серия «Белоснежка») — Андрей Глебович, директор пионерского лагеря
28. 2005 — Побег — эпизодическая роль
29. 2006 — Карамболь — Владимир Петрович Фищук, следователь
30. 2006 — С Дона выдачи нет
31. 2006 — Сыщики-5 — подполковник Кручина
32. 2007 — От любви до кохання — Беличенко
33. 2007 — Предел желаний
34. 2008 — Зверобой — следователь прокуратуры Владимир Петрович Фищук
35. 2008 — Невеста на заказ
36. 2009 — Логово Змея (телесериал) — Шавров, Анатолий Иванович
37. 2009 — Столица греха (Успех любой ценой)
38. 2009 — Течёт Волга
39. 2009 — Хиромант 2. Линии Судьбы — Иван Павлович
40. 2009—2011 — Воронины — дядя Боря
41. 2010 — Грязная работа
42. 2010 — Зверобой 2 — Фищук
43. 2010 — Медвежий угол — Фёдор
44. 2010 — Только не сейчас — майор Николаев
45. 2011—2014 — Лесник — Тулов Борис Иванович (с 1 серии), старший лейтенант/капитан, участковый/бывший участковый Ольховки, писатель (со 136 серии). Живёт в Ольховке. В романе с Нюрой (с 1 серии). Был отправлен на пенсию за убийство преступника, который убил его мать (130 серия). Женился на Нюре (4 сезон). Глава местной администрации (со 176 серии). Друг Василия и Егора.
46. 2012 — Зверобой 3 — Фищук
47. 2012 — МУР. Третий фронт — Панкрат Витальевич Быковец, водитель в МУРе
48. 2012 — Смерть шпионам. Скрытый враг — Козырев, старший лейтенант
49. 2012 — Легавый — Олег Витольдович Марков, следователь
50. 2012 — Ёжик резиновый
51. 2012 — Топтуны — Николай Иванович Телепнёв
52. 2012 — Частное пионерское — Сашок-инвалид
53. 2013 — Простое женское счастье
54. 2014 — Я — Ангина! — Роман Гаврилович Горчаков, полковник
55. 2014 — Братья по обмену 2 — Павел Матвеевич Козарезов, мэр Сосновска
56. 2014 — Легавый 2 — Олег Витольдович Марков
57. 2015 — Взгляд из прошлого — Сан Саныч, эксперт
58. 2016 — Гостиница «Россия» — сосед Ксении
59. 2016 — Шакал — Пётр Матюшин
60. 2017 — Кровавая барыня — Николай Петрович Салтыков
61. 2018 — Соседи — Загуляев
62. 2019 — Анатомия убийства (фильм 4-й «Ужин на шестерых») — Илья Владимирович Сидорчук

## Признание и награды
- Медаль ордена «За заслуги перед Отечеством» II степени (10 сентября 2021 года) — за большой вклад в развитие отечественной культуры и искусства, многолетнюю плодотворную деятельность[1].
- Заслуженный артист Российской Федерации (1 декабря 1994 года) — за заслуги в области искусства[2].